# Charles Canning
Charles John Canning, 1. hrabia Canning KG, GCB, GCSI (ur. 14 grudnia 1812 w Brompton, zm. 17 czerwca 1862 w Londynie) – brytyjski arystokrata i polityk, wicekról Indii w latach 1856–1862, związany z Partią Konserwatywną i stronnictwem Peelites, minister w rządach Roberta Peela, lorda Aberdeena i lorda Palmerstona.
Był najmłodszym synem premiera George’a Canninga i Joan Scott, córki generała-majora Johna Scotta. Wykształcenie odebrał w Eton College oraz w Christ Church na Uniwersytecie Oksfordzkim. Uczelnię ukończył w 1833 r. W latach 1836–1837 zasiadał w Izbie Gmin jako reprezentant okręgu Warwick. Po śmierci matki w 1837 r. odziedziczył tytuł 2. wicehrabiego Canning i zasiadł w Izbie Lordów.
Po powrocie konserwatystów do władzy w 1841 r. Canning został podsekretarzem stanu w Ministerstwie Spraw Zagranicznych. Od stycznia do lipca 1846 r. był pierwszym komisarzem ds. lasów. Nie przyjął stanowiska w konserwatywnym gabinecie lorda Derby’ego w 1852 r., ale w styczniu 1853 r. wszedł w skład koalicyjnego gabinetu Aberdeena jako poczmistrz generalny. Pozostał na tym stanowisku, kiedy na początku 1855 r. premierem został lord Palmerston. Pod koniec 1855 r. otrzymał nominację na stanowisko gubernatora generalnego Indii. Z Anglii odpłynął w grudniu, a w lutym 1856 r. oficjalnie objął swoje obowiązki gubernatorskie.
Rok po objęciu stanowiska w Indiach wybuchło powstanie Sipajów. Canning popadł również w konflikt z przewodniczącym Rady Kontroli lordem Ellenborough, na tle proklamacji gubernatora o przyłączeniu do brytyjskich Indii prowincji Awadh. Konflikt ten zakończył się rezygnacją Ellenborougha. Canning natomiast otrzymał prawo do używania tytułu wicekróla Indii. Za swoją postawę podczas powstania otrzymał w kwietniu 1859 r. podziękowania od parlamentu. Otrzymał również Krzyż Wielki Orderu Łaźni i tytuł hrabiego.
Lord Canning znany był ze swoje pracowitości i poczucia obowiązku. W 1861 r. zmarła na malarię jego żona, Charlotte. Wkrótce stan zdrowia gubernatora również się pogorszył. Opuścił Indie i kwietniu 1862 r. powrócił do Anglii. Zmarł 17 czerwca. Na miesiąc przed śmiercią otrzymał Order Podwiązki. Nie miał dzieci i tytuły parowskie wygasły wraz z jego śmiercią.